# 裸滑隆頭麗魚
裸滑隆頭麗魚，為輻鰭魚綱鱸形目隆頭魚亞目慈鯛科的其中一種，被IUCN列為易危保育類動物，僅發現於非洲剛果民主共和國剛果河下游Inga水壩，體長可達5.3公分，棲息在溪流底部，生活習性不明。

## 擴展閱讀
維基物種上的相關：裸滑隆頭麗魚